# Birger Lindberg (trädgårdsmästare)
Birger Jarl Lindberg född 18 februari 1891 i Tåssjö församling, Kristianstads län, död 7 januari 1974 i Burlövs församling, Malmöhus län, var en svensk trädgårdsmästare.
Lindberg, som var son till lantbrukare Karl Lindberg och Petronella Bengtsson, genomgick Alnarps trädgårdsskola 1915–1917. Han var direktör för AB Lindbergs Plantskola i Åkarp från 1918. Han var styrelseledamot i Skånska plantskoleföreningen, Svenska plantskolornas arbetsgivareförening. Han tilldelades guldmedalj för rosor i Göteborg 1950 och i Malmö 1960 samt guldmedalj för adiantum i Malmö 1960. Han var hedersledamot i Alnarps trädgårdsmannaförbund, Malmöhus läns trädgårdsodlareförening och Skånska plantskoleföreningen.